# Vesícula biliar
La vesícula biliar es un órgano que forma parte del aparato digestivo de los seres humanos y de los animales cuadrúpedos (excepto, a saber, en los caballos, venados, ratas y auquénidos). Está situada por debajo del hígado. Su nombre en latín es vesica fellea.

## Anatomía
La vesícula biliar es una víscera hueca pequeña, con forma de ovoide o pera, que tiene un tamaño aproximado de entre 5 y 7 cm de diámetro mayor. Se conecta con el intestino delgado (duodeno) por la vía biliar común o conducto colédoco. Su función es la acumulación de bilis, contiene un volumen de alrededor de 50 ml de bilis que libera al duodeno a través de los conductos antes reseñados, y entra en él a través de la papila y ampolla de Vater. Está adherida a la superficie visceral del hígado.[cita requerida]

### Arteria que irriga la vesícula biliar
La arteria cística es una arteria que irriga la vesícula biliar y el conducto cístico. Se origina como rama terminal derecha de la arteria hepática propia. No presenta ramas (importantes). Puede nacer a un nivel bajo o alto; en este último caso, se entrecruza con el conducto colédoco y la arteria hepática, formando el triángulo de Calot.[cita requerida]

### Patologías de la vesícula
La vesícula biliar es más conocida por los problemas que puede ocasionar, ya que es el lugar de asiento de los cálculos de sales biliares (piedras pequeñas) que obstruyen la vía biliar y generan patologías inflamatorias que, en algunos casos, pueden eliminarse con medicamentos, y en muchos otros deben tratarse quirúrgicamente. A la inflamación de la vesícula biliar se le llama colecistitis y a la presencia de cálculos en dichas vías colelitiasis. Las vías biliares, además de obstruirse, pueden ser asiento de tumores.[cita requerida]
La hipersensibilidad de la vesícula cursa con un dolor muy característico que se localiza en el punto cístico de Murphy. Al hacer presión con los dedos sobre el lado derecho del abdomen, a unos dos o tres centímetros debajo del reborde de las costillas y al mismo tiempo inspirar profundamente, llega la persona al punto en que justo después de comenzar a tomar aire, siente un dolor agudo en el momento en que la vesícula inflamada roza con la presión causada por los dedos, obligándole a que cese la inspiración bruscamente. Se conoce como signo de Murphy positivo, si tal reacción ocurre durante la inspección puede ser indicio de una colecistitis.

## Función
La función de la vesícula es almacenar y concentrar la bilis secretada por el hígado y que alcanza la vesícula a través de los conductos hepático y cístico, hasta ser requerida por el proceso de la digestión. Almacena la secreción biliar hasta que un estímulo adecuado causa su liberación por la contracción de su pared muscular. La secreción de la bilis por la vesícula es estimulada por la ingesta de alimentos, sobre todo cuando contiene carne o grasas, en este momento se contrae y expulsa la bilis concentrada hacia el duodeno. 
La bilis es un líquido de color pardo verduzco cuya función principal es facilitar la digestión y absorción de las grasas. La bilis emulsiona las grasas, produciendo microesferas y facilitando así su digestión y absorción, además de favorecer los movimientos intestinales, evitando así la putrefacción. Además, a través de la bilis se excretan el exceso de colesterol y productos de desecho del metabolismo de la hemoglobina, como la bilirrubina, además de algunos medicamentos.
Las situaciones que retrasan u obstruyen el flujo de la bilis provocan enfermedades de la vesícula biliar.[cita requerida]

## Estructura
Las paredes de la vesícula consisten en túnicas serosas, musculares y mucosas. El revestimiento mucoso se dispone en pliegues semejantes en estructura y función a las del estómago.[cita requerida]

## Imágenes adicionales

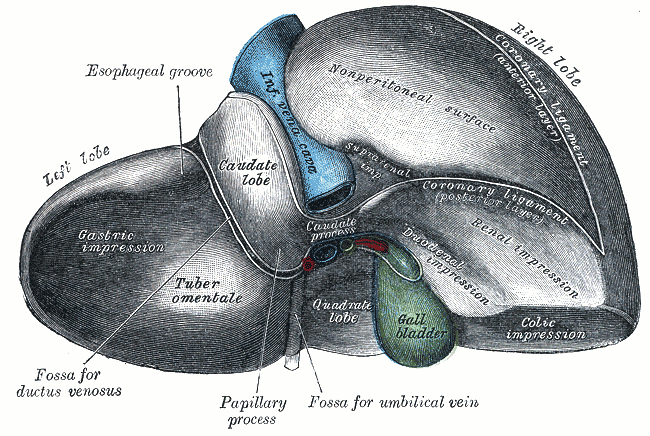
Hígado. Vesícula biliar abajo, de color verde.
Sistema biliar